# Mikalojus Akelaitis

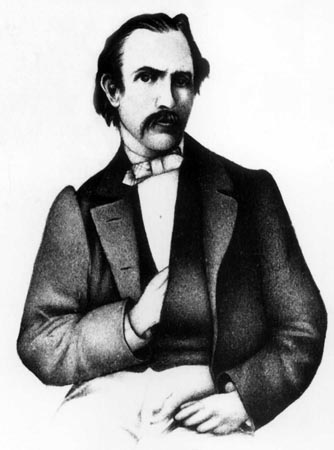
Mikalojus Akelaitis

Mikalojus Akelaitis (polnisch: Mikołaj Akielewicz, auch bekannt unter dem Pseudonym Juras Varnelis; * 5. Dezember 1829 im Dorf Czuderyszki (Čiuoderiškės) bei Suwałki; †  27. September 1887 in Paris) war ein bekannter litauischer Schriftsteller, Publizist und Amateurlinguist, eine der frühen Persönlichkeiten der litauischen Wiedergeburt und Teilnehmer am Aufstand von 1863. Er widmete sich Studien zur Sprache und Geschichte Litauens.

## Leben
Mikalojus Akelaitis wurde 1829 im Dorf Czuderyszki geboren. Er verlor sehr früh seinen Vater, der nach Sibirien verbannt worden war. Nach litauischer Tradition wurde Mikalojus von seiner Großmutter erzogen. Die Anfänge der Ausbildung erhielt er zu Hause von reisenden Lehrern und in der Pfarrschule in Sosnowa, wo er vom Priester Krzysztof Szwermicki unterrichtet wurde. Er wurde in einer zweiklassigen Volksschule und einer Bezirksschule in Mariampol erzogen. Nach seinem Abschluss arbeitete er einige Zeit als Lehrer in den Herrenhäusern des Landadels.
Um die Wende der 1840er und 1850er Jahre ließ er sich in Warschau nieder, wo 1856 sein erster Artikel in der „Kronika Wiadomości Krajowych i Zagranicznych“ veröffentlicht wurde. Dort lernte er Oskar Kolberg kennen, den er zum Mitarbeiter, Informanten und Übersetzer machte.
In den ersten Regierungsjahren von Alexander II. war er einer der Befürworter des Siedlungsprogramms, das von einer Gruppe von Wilnaern Schriftstellern (A.H. Kirkor, M. Malinowski, W. Korotyński) vertreten wurde. Er war Mitautor des Albums, das herausgegeben wurde, um den Zaren willkommen zu heißen, der 1858 in Vilnius eine Visite machte. Er begann litauische Bücher für das Volk zu veröffentlichen, wobei er von litauischen Magnaten (Fürst Ireneusz Ogiński, Fürst Wilhelm Radziwiłł) unterstützt wurde. Er plante, zusammen mit dem Bischof von Samogitien, Maciej Wolonczewski, eine litauische Zeitschrift für das Volk namens „Pakeleivings“ herauszugeben, erhielt dafür aber keine Zustimmung der Behörden.
In den frühen 1860er Jahren begann er mit seiner literarischen Arbeit im Untergrund und wurde Autor litauischer Flugblätter, die in Litauen massenhaft verteilt wurden und zur Solidarität mit den Warschauer Demonstrationen aufriefen. Zusammen mit Tadeusz Korzon und Szymon Katyll organisierte er am 12. August 1861 eine berühmte polnisch-litauische Demonstration in Aleksota.
Während des Januaraufstands war er ein sehr aktiver Mitarbeiter des Kommissars der Nationalregierung der Woiwodschaft von Augustów, Józef Piotrowski. Anfang 1864 veröffentlichte er zusammen mit Bromsław Radziszewski (Ignacy Czyński) ein Pamphlet „Über unseren Krieg mit den Moskauern“. Er war der Autor der litauischen Version mit der Unterschrift „Cziudenshkin Mikalojus“ – „Mikolaj z Czuderyszek“.
Aufgrund der Niederschlagung des Warschauer Aufstandes floh er nach Preußen, nach seiner Verhaftung wurde er von den Preußen in Królewice gefangen gehalten. Er wurde zu zwei Jahren harter Haft verurteilt, aber zum Zeitpunkt der Verkündung des Urteils gelang ihm die Flucht, indem er die Unaufmerksamkeit der Wachen ausnutzte. Er machte sich auf den Weg nach Paris und verbrachte dort den Rest seines Lebens. Er war der führende Vertreter Litauens und Samogitiens unter den europäischen Emigranten.